# Pedro Luís Farnésio
Pedro Luís Farnésio (em italiano Pier Luigi Farnese) (19 de novembro de 1503 – 10 de setembro de 1547) foi o primeiro duque de Castro de 1537 a 1545 e, também, primeiro duque de Parma e Placência de 1545 a 1547.
Nascido em Roma, Pedro Luís era filho ilegítimo do cardeal Alexandre Farnésio (Alessandro Farnese) que viria a ser papa sob o nome de Paulo III. Tornou-se militar, tendo participado no saque de Roma ocorrido em 1527.

## Juventude
Nascido em 1503 da união entre o cardeal Alexandre Farnésio (futuro Papa Paulo III) e, provavelmente, de Silvia Ruffini, uma mulher nobre que também deu ao cardeal Alexandre três outros filhos: Constança (Costanza), Paulo (Paolo) e Rainúncio (Ranuccio).
A sua ilegitimidade atormentou Pedro Luís durante toda a sua vida, contribuindo para a formação do seu carácter. Os nobres de Placência insultavam-no frequentemente como "o bastardo do Papa". Sendo o filho mais velho e o mais acarinhado ele foi legitimado juntamente com o seu irmão Paulo em 1505, com dois anos de idade, pelo Papa Júlio II. Como tutor teve um famoso humanista, Baldassarre Malosso di Casalmaggiore. No entanto, Pedro Luís rapidamente desenvolveu um gosto pela guerra e fortificações.
O cardeal Alexandre pretendia fazer do filho o verdadeiro chefe da família Farnésio, pelo que lhe arranjou um casamento vantajoso com Jerónima Orsini (Gerolama), filha de Luís (Ludovico), Conde de Pitigliano. Em 1513, foi estabelecido o contrato de casamento e, em 1519, foi celebrado o casamento.
Apesar de um casamento sem amor, Jerónima permaneceu uma esposa fiel, tolerando com dignidade os excessos, brutalidades e extravagâncias de Pedro Luís. Os atrasos nos trabalhos do palácio em Gradoli, significaram que o jovem casal se alojasse no castelo de Valentano.
No ano seguinte nasce o seu primeiro filho: Alexandre.

## Carreira militar

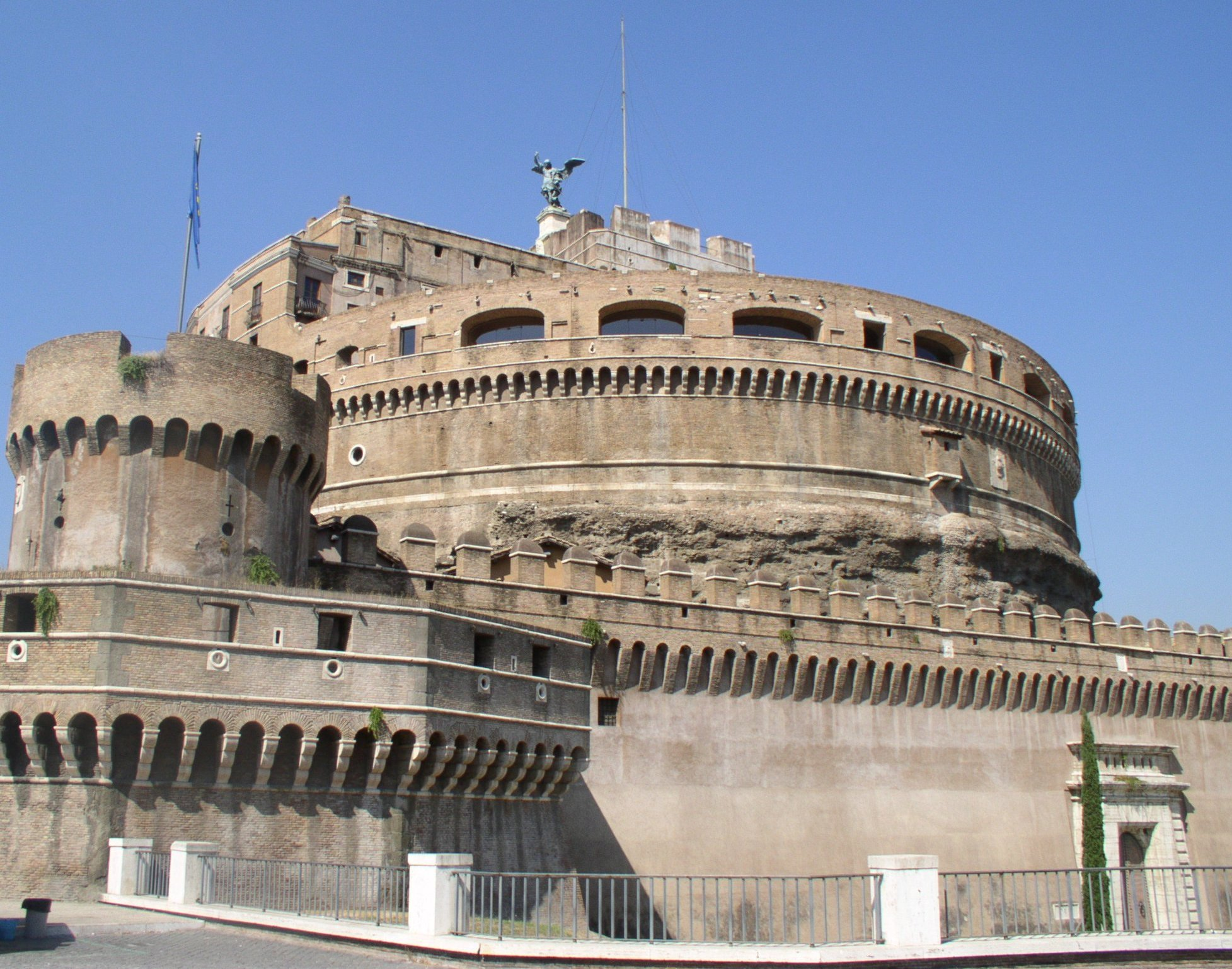
Castelo de Santo Ângelo

Pedro Luís tornou-se rapidamente o protótipo de um mercenário – selvagem, primitivo e amoral. Era corajoso, ousado, forte e audacioso embora suficientemente brutal, lutando nem sempre do lado do papado, invertendo os sentimentos pró-Guelfos dos Farnésio.
Em 1520, com 17 anos de idade, ele e o seu irmão Rainúncio já se tinham alistado como mercenários nos exércitos da República de Veneza, pelo que combateu sob o estandarte de Carlos V, permanecendo com o imperador até 1527 e participando no saque de Roma.
Enquanto Rainúncio se retirou para o Castelo de Santo Ângelo para defender o papa, Pedro Luís atravessou o Tibre e alojou-se no palácio familiar, salvando-o da destruição, pelo que muitos acusaram os Farnésio de apoiar ambos os lados. Contudo, o papa Clemente VII recusou-se a condená-los. Por fim as tropas imperiais abandonaram a cidade quando esta foi afectada pela peste.
Pedro Luís instalou-se, então, nos campos fora de Roma impondo impostos impiedosos e instalando um clima de violência. Clemente, cansado deste clima, ameaçou-o com a excomunhão, pelo que o cardeal Alexandre tentou diplomaticamente reconciliar o filho com o papa. Em 1528, Pedro Luís, ainda um mercenário do Sacro Império Romano-Germânico, combateu na Apúlia contra o exército francês, distinguindo-se na defesa de Manfredonia.

### Capitão General da Igreja

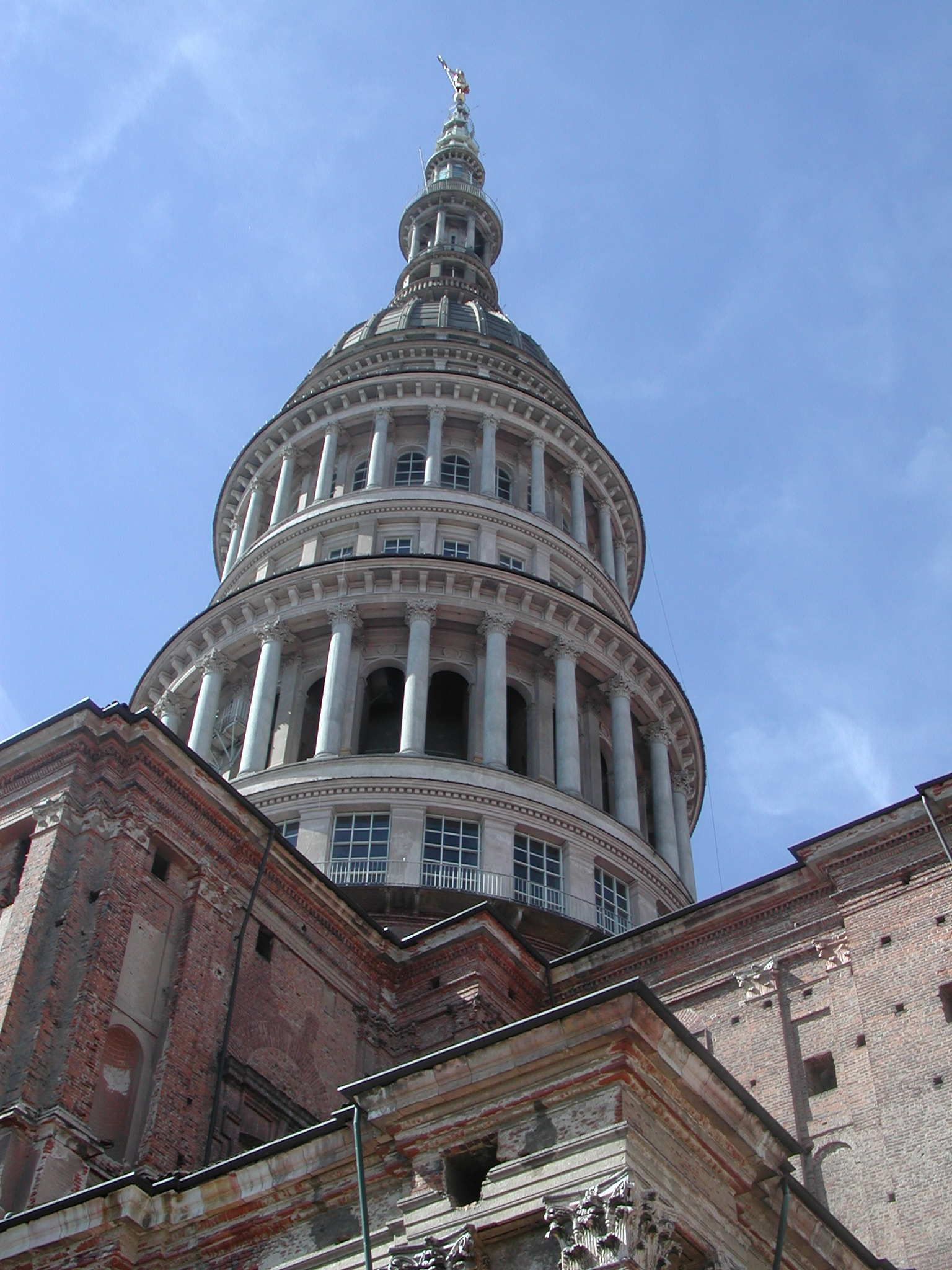
Basílica de São Gaudêncio, Novara

A eleição do seu pai como Papa Paulo III em 1534, foi marcada por grandes festividades em Valentano, após o que Pedro Luís partiu para Roma.
A primeira acção do novo papa foi nomear cardeal o filho mais velho de Pedro Luís, Alexandre. Mas foi com alguma relutância que Carlos V autorizou a atribuição de títulos e rendas a Pedro Luís sobre a cidade de Novara que, juntamente com os territórios vizinhos, foi transformada num marquesado atribuído a Pedro Luís. Este teve de esperar até fevereiro de 1538 pela investidura formal.
Como, entretanto, o cargo de capitão-general da Igreja ficara vago, o Papa nomeou o seu filho para essa posição em 31 de janeiro de 1537. Pedro Luís atravessou os Estados Pontifícios vencendo algumas bolsas de resistência antes de entrar em triunfo em Piacenza.

### Duque de Castro
Entretanto Paulo III retomou, gradualmente, as terras da família nos arredores de Castro que haviam sido repartidas após a morte de Rainúncio, o Velho (Ranuccio, il Vechio). Adicionou-lhes o território de Ronciglione. Pedro Luís foi investido nos títulos de Montalto que lhe davam o direito de exportar cereais sem pagar impostos. Paulo aceitou os direitos feudais sobre Canino, Gradoli, Valentano, Latera e Marta, trocando a cidade de Frascati pela fortaleza de Castro. Finalmente, o Papa criou formalmente um ducado nessas terras , confiando-o ao seu filho e respectivos herdeiros. Mas, décadas mais tarde, o ducado acabaria por regressar ao controlo directo da Santa Sé.
O Ducado de Castro funcionava como um pequeno estado dentro do Património de São Pedro e incluía florestas ricas em caça, vinhas férteis e grande número de fortalezas. No consistório de 14 de março de 1537, o papa também atribuiu a seu filho as cidades de Nepi e Ronciglione. Pedro Luís foi encarregado de reparar todas as fortalezas sobre as quais passava a deter direitos feudais e encarregou Antonio da Sangallo, o Jovem de criar uma nova capital, com a construção de uma cidadela, palácio ducal e imprensa.
Em 1538, o seu filho Octávio (Ottavio) casou com Margarida de Áustria, filha natural do imperador Carlos V, consolidando, assim, a amizade entre os Farnésio e os Habsburgo. Em 1543, outro filho, Horácio (Orazio) foi enviado à corte do rei de França. Finalmente, em 1545, o seu terceiro filho Rainúncio, foi nomeado cardeal pelo Papa Paulo III.

### Duque de Parma e Placência
Paulo III outorgou, então, a Pedro Luís o Ducado de Parma e Placência, territórios que, até então, estavam integrados nos Estados Pontifícios. Pedro Luís e o seu filho Octávio, declararam que pagariam anualmente à Santa Sé 9 000 ducados de ouro e, em troca, devolveram os os ducados de Camerino e Nepi. Pedro Luís tomou posse do seu novo estado em 23 de setembro de 1546.
Durante a sua vida ganhou fama de cruel, impiedoso e decadente. Suspeitava-se que seria homossexual, especialmente depois de, em 1537, ter rebentado um escândalo que ficou conhecido como 'a violação de Fano' onde era acusado de ter violado o jovem bispo da cidade, Cosimo Gheri, quando comandava as suas tropas. Existem também cartas de seu pai, Paulo III, repreendendo-o por ter amantes masculinos durante uma missão oficial na corte do imperador; e uma outra do chanceler da embaixada Florentina detalhando a caça ao homem que fora montada em Roma para encontrar um jovem que recusara os seus avanços.

### Conspiracão e morte
O seu governo firme e os impostos lançados criaram-lhe a inimizade das cidades. A aristocracia era apoiada contra si pelo imperador que pretendia integrar Parma e Placência no Ducado de Milão. Em 1547, durante uma conspiração nobiliárquica, Pedro Luís foi enforcado numa janela do seu palácio em Placência. O representante de Carlos V, Ferrante I Gonzaga, ocupou o ducado embora posteriores desenvolvimentos fizeram com que o ducado fosse devolvido a Octávio Farnésio, filho de Pedro Luís, em 1551.

## Família e descendência
Do casamento de Pedro Luís e Jerónima (Gerolama), filha de Luís Orsini (Ludovico Orsini) e de sua mulher e prima Júlia Conti (Giulia Conti), nasceram cinco filhos:
- Alexandre (Alessandro), bispo de Parma, mais tarde nomeado Cardeal;
- Octávio (Ottavio), que sucedeu ao pai como Duque de Parma;
- Rainúncio (Ranuccio), também nomeado Cardeal;
- Vitória (Vittoria), que casou com Guidobaldo II, Duque de Urbino;
- Horácio (Orazio), Duque de Castro, que casou com Diana, Duquesa de Angoulême (1538–1619), filha natural de Henrique II de França.